# Paul Lacombe

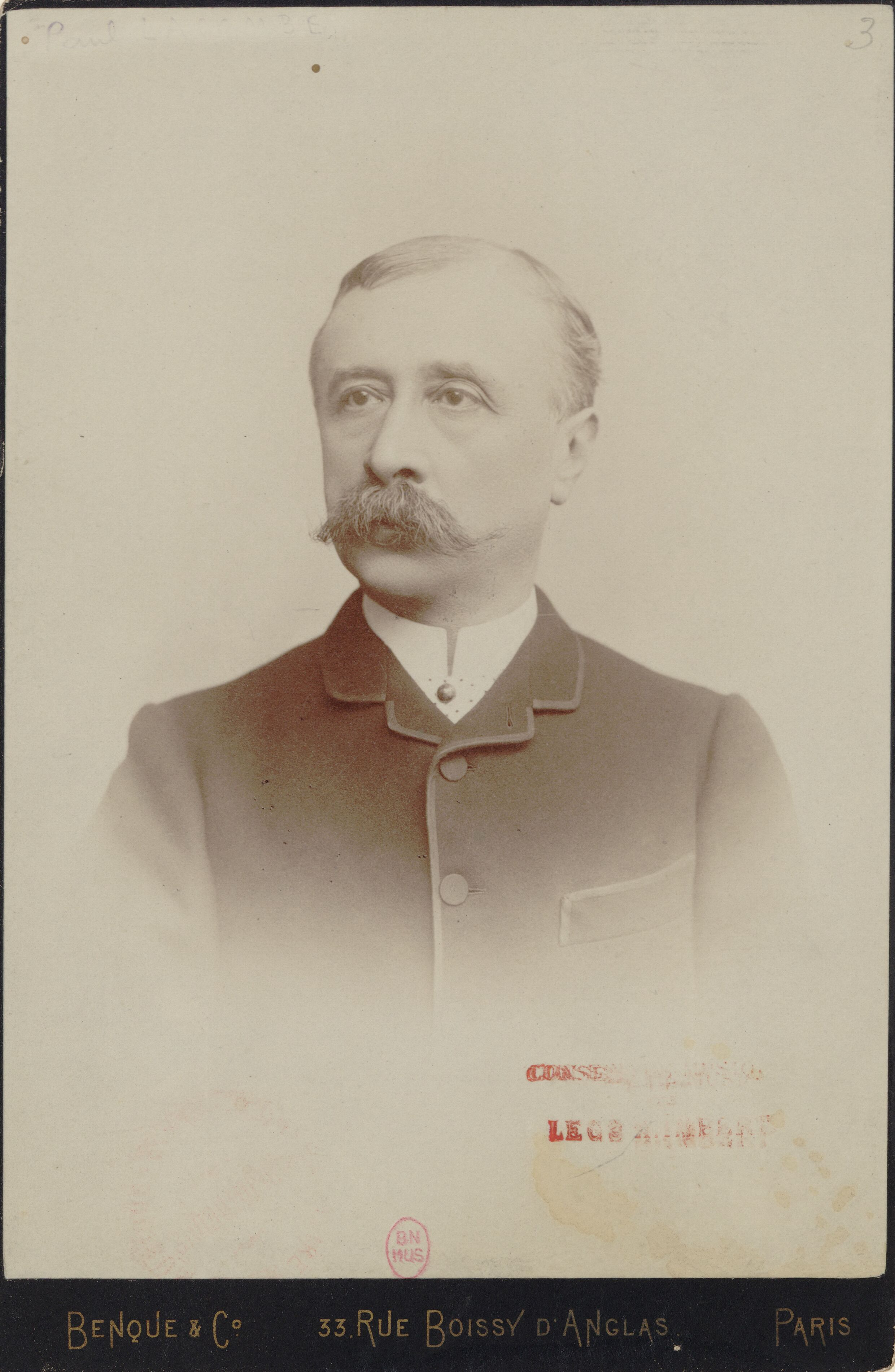
Paul Lacombe, 1897.

Paul Lacombe, född den 11 juli 1837 i Carcassonne, död där den 4 juni 1927, var en fransk pianist och tonsättare.
Lacombe gjorde sig ett namn i sitt hemland genom kammarmusikverk och orkesterkompositioner (bland annat tre symfonier).